# Aurora Rodrigues
Aurora Rosa Salvador Rodrigues, mais conhecida por Aurora Rodrigues (Minas de São Domingos, 25 de janeiro de 1952), é uma magistrada portuguesa jubilada do Ministério Público. Foi presa política pela PIDE durante o Estado Novo português.

## Biografia
Alentejana, nasceu a 20 de Janeiro de 1952, em Vale da Azinheira, Mina de São Domingos.
Aos 17 anos, matriculou-se na Faculdade de Direito da Universidade de Lisboa, no ano letivo de 1969/70. 
Aposentou-se do magistério em 2018.

## Percurso
Depois de ter ingressado na universidade, Aurora Rodrigues foi abordada pelo PCP para se tornar militante, mas acabou por juntar-se ao MRPP, no seguimento do assassinato do estudante Ribeiro dos Santos pela PIDE.
A 3 de maio de 1973, com apenas 21 anos, foi presa pela PIDE à saída da universidade, depois de um encontro de estudantes. Permaneceu na prisão de Caxias durante três meses, onde foi submetida a um regime de tortura particularmente violento. Foi sujeita a 450 horas de tortura do sono, tortura de afogamento, de estátua, e espancamentos. Rodrigues declarou que a memória de Ribeiro dos Santos, bem como o apoio da sua família e da sua camarada Ana Gomes seriam fundamentais para a sua sobrevivência durante esse período.
Aurora Rodrigues seria libertada cerca de três meses depois, a 28 de julho de 1973. Não teve direito a advogado, nunca foi a julgamento, nem conheceu uma acusação formalizada.
Depois do 25 de Abril de 1974, voltaria a ser detida pelo COPCON, na sequência da proibição do MRPP participar na Assembleia Constituinte. Foi presa a 28 de Maio de 1975, à chegada da sede do partido, acompanhada por Arnaldo Matos. Este encarceramento foi parte de uma operação nacional, que colocou 432 militantes do partido atrás das grades.
Em 1977, desfiliou-se do MRPP, abandonando em definitivo a militância partidária.
Foi magistrada do Ministério Público em Santarém e em Évora. Entre 2009 e 2012, foi presidente de secção eborense do Sindicato dos Magistrados do Ministério Público.

## Obra
Em 2011, publicou o livro Gente Comum - uma história na PIDE, em que relatava a sua experiência enquanto presa política. Partindo da autobiografia dos seus primeiros 25 anos de vida, Rodrigues pretendia contrariar a ideia de que os presos políticos do regime eram apenas políticos conhecidos, mas antes cidadãos comuns. O livro foi organizado pelo historiador António Monteiro Cardoso e pela antropóloga Paula Godinho [gl] que, partindo dos depoimentos de Aurora Rodrigues, fizeram o devido enquadramento histórico e social. A edição contou com o apoio do Sindicato dos Magistrados do Ministério Público e da Associação das Mulheres Juristas e foi apresentada por Fernando Rosas.

## Reconhecimentos
Em março de 2024, recebe o Prémio Elina Guimarães, atribuído pelo Conselho Geral da Ordem dos Advogados, reconhecendo a luta contra o regime do Estado Novo e a defesa dos valores democráticos e de igualdade.

## Ligações Externas
- Gente Comum - uma história na PIDE, ISBN: 978-989-8448-03-3